# Temper Temper (сингл Bullet for My Valentine)
«Temper Temper» (укр. Запальний характер) — це перший сингл валлійського металкор-гурту «Bullet for My Valentine» з їх четвертого альбому «Temper Temper». Продюсером виступив Дон Гілмор.

## Про сингл
Композиція була випущена 22 жовтня 2012, прем'єра відбулася на BBC Radio 1. Пісня, однак, зазнала критики з боку деяких шанувальників через зміну звучання. Також на трек було відзнято музичний відеокліп, який цікавий тим, що це єдиний відеокліп, у зйомці якого жоден з учасників гурту участі не брав. 

У коментарі Track by Track на Spotify Меттью Так розповів про створення пісні :
«Temper Temper була останньою піснею, для якої ми робили зведення на цьому альбомі, музично та лірично. Пісня мала дві версії, і друга версія - це те, що увійшло до альбому. Все, що ми зберегли від першої версії, - це барабанні партії».
Трек був представлений в релізі «Guitar Hero Live» 20 жовтня 2015 .

## Список композицій
| #  | Назва           | Тривалість |
| -- | --------------- | ---------- |
| 1. | «Temper Temper» | 3:09       |

## Позиції у чартах
| Чарти (2012)                                             | Найвища позиція |
| -------------------------------------------------------- | --------------- |
| Велика Британія Rock and Metal (Official Charts Company) | 5               |
| Велика Британія Singles Chart (Official Charts Company)  | 134             |

## Учасники запису
Інформація про учасників запису запозичена з сайту AllMusic:
- Меттью Так — вокал, ритм-гітара
- Майкл Педжет — гітара, беквокал
- Джейсон Джеймс — бас-гітара, вокал
- Майкл Томас — барабани